# Distrito de L'Haÿ-les-Roses
El distrito de L'Haÿ-les-Roses es un distrito (en francés, arrondissement) del departamento de Valle del Marne (en francés, Val-de-Marne), en la región de Isla de Francia (en francés, Île-de-France), en Francia. Tiene una población estimada, en 2020, de 575 672 habitantes.
Cuenta con 18 comunas.

## División territorial

### Cantones
Los cantones dejaron de ser subdivisiones administrativas en la reforma de 2015 y hoy son meras circunscripciones electorales, vigentes únicamente en las elecciones departamentales.

### Comunas
1. Ablon-sur-Seine
2. Arcueil
3. Cachan
4. Chevilly-Larue
5. Choisy-le-Roi
6. Fresnes
7. Gentilly
8. L'Haÿ-les-Roses
9. Ivry-sur-Seine
10. Le Kremlin-Bicêtre
11. Orly
12. Rungis
13. Thiais
14. Valenton
15. Villejuif
16. Villeneuve-le-Roi
17. Villeneuve-Saint-Georges
18. Vitry-sur-Seine